# Jarsy
Jarsy é uma comuna francesa na região administrativa de Auvérnia-Ródano-Alpes, no departamento de Saboia. Estende-se por uma área de 32,68 km². Em 2010 a comuna tinha 281 habitantes (densidade: 8,6 hab./km²).